# Wilmette
Wilmette es una villa situada en el condado de Cook, Illinois, Estados Unidos. Tiene una población estimada, a mediados de 2023, de 27 026 habitantes.
Es parte del área metropolitana de Chicago. 

## Geografía
Según la Oficina del Censo, la localidad tiene una superficie total de 14.02 km², de los cuales 13.99 km² corresponden a tierra firme y 0.03 km² están cubiertos de agua.

## Demografía
Según el censo de 2020, en ese momento la población de la localidad era de 28 170 habitantes. La densidad de población era de 2013.58 hab./km².
| Composición racial     | Habitantes | Porcentaje |
| ---------------------- | ---------- | ---------- |
| Blancos                | 22 210     | 78.84%     |
| Afroamericanos         | 254        | 0.90%      |
| Amerindios             | 44         | 0.16%      |
| Asiáticos              | 3316       | 11.77%     |
| Isleños del Pacífico   | 5          | 0.02%      |
| De otras razas         | 273        | 0.97%      |
| De una mezcla de razas | 2068       | 7.34%      |
| Total                  | 28 170     | 100.00%    |

Del total de la población, el 4.93% eran hispanos o latinos de cualquier raza.